# Бабичеве
Ба́бичеве — село в Україні, у Троїцькій селищній громаді Сватівського району Луганської області. Населення — 721 особа. Орган місцевого самоврядування — Лантратівська сільська рада.

## Географія
На північно-східній околиці села балка Лисянський Яр впадає у річку Уразову.
Село постраждало внаслідок геноциду українського народу, вчиненого урядом СССР у 1932—1933 роках, кількість встановлених жертв — 56 людей.

## Населення
За даними перепису населення 2001 року у селі — 721 особа.
Рідною мовою назвали:
| Мова       | Кількість осіб | Відсоток |
| ---------- | -------------- | -------- |
| українська | 689            | 95,56 %  |
| російська  | 31             | 4,30 %   |
| інші       | 1              | 0,14 %   |

## Також
- Перелік населених пунктів, що постраждали від Голодомору 1932—1933 (Луганська область)